# Provincia de P'yŏngan del Sur
Pyongan del Sur es una provincia de Corea del Norte. La provincia se formó en 1896 a partir de la división de la antigua provincia P'yŏngan, sigue siendo una provincia de Corea hasta 1945, y luego se convirtió en una provincia de Corea del Norte. Su capital es Pyŏngsŏng.

## Población y territorio
Las cifras del censo realizado en el año 2005 afirman que Hwanghae del Sur posee una población compuesta por 4.102.798 personas. El territorio ocupa 12.534 kilómetros cuadrados de superficie, por lo que la densidad poblacional es de 327 habitantes por kilómetro cuadrado.

## Divisiones administrativas
P'yŏngan del Sur está dividido en:
- 1 ciudad especial (Tŭkpyŏlsi); 5 ciudades (Si); 19 condados (Kun); y 3 distritos (1 Ku y 2 Chigu).

### Ciudades
- Ciudad especial de Nampo (남포특별시 creada en 2010)
- Pyongsong (평성시; la capital provincial, establecida en diciembre de 1969)
- Anju-si (안주시; establecida en agosto de 1987)
- Kaechon (개천시; establecida en agosto de 1990)
- Sunchon (순천시; establecida en octubre de 1983)
- Tokchon (덕천시; establecida en junio de 1986)

### Condados
- Chungsan (증산군)
- Hoechang (회창군)
- Maengsan (맹산군)
- Mundok (문덕군)
- Nyongwon (녕원군})
- Pukchang (북창군)
- Pyongwon (평원군)
- Sinyang (신양군)
- Songchon (성천군)
- Sukchon (숙천군)
- Taehung (대흥군)
- Taedong (대동군)
- Unsan (은산군)
- Yangdok (양덕군)

### Distritos
- Chongnam (청남구)
- Tukchang (득장지구)
- Ungok (운곡지구)

Los siguientes condados de Pyongan del Sur fueron fusionados con Nampo en 2004, y hoy son administrados como parte de esa ciudad:
- Chollima (천리마군)
- Kangso (강서군)
- Ryonggang (룡강군)
- Taean (대안군)

En 2010, el condado de Onchon (온천군) fue fusionado con Nampo.